# Xã Olean, Quận Spink, South Dakota
Xã Olean (tiếng Anh: Olean Township) là một xã thuộc quận Spink, tiểu bang Nam Dakota, Hoa Kỳ. Năm 2010, dân số của xã này là 31 người.